# Керимова, Эльнара Надир кызы
Керимова Эльнара Надир кызы (род. 1962) — известный азербайджанский хормейстер, народный артист Азербайджана (2018). Художественный руководитель и главный дирижер «Орфеона» камерного хора Турции и большого хора ТРТ.

## Жизнь
Эльнара Керимова обучалась в Музыкальной школе имени Асафа Зейналлы. В 1988 году стала художественным руководителем Азербайджанской Государственной Хоровой Капеллы.
15 сентября 2011 года удостоена почётного звания заслуженной артистки Азербайджана.
27 мая 2018 года удостоена почётного звания народной артистки Азербайджана.

## Семья
Супруг Эльнары Керимовой, Терлан Кулиев, является скрипачом Азербайджанского Государственного Камерного Оркестра. В настоящее время работает в опере в Турции. Их сын родился в Турции.